# 立川小談志
立川 小談志（たてかわ こだんし）は落語の名。当代は二代目。
- 初代立川小談志 - 後∶四代目喜久亭寿楽
- 二代目立川小談志 - 本項にて説明

二代目 立川 小談志（1976年9月8日 - ）は、岐阜県揖斐郡生まれの落語家。本名∶寺田 政春。

## 経歴
1999年3月、愛知大学経済学部卒業。在学中は落語研究会に所属し、同期に柳家権太楼門下の柳家燕弥がいた。
1999年5月、落語立川流Aコースに入門し、立川 談吉と命名される。2002年5月21日、第三次前座全員破門騒動により立川流を破門となるが、その翌月、破門騒動により前座が一人しかいないという事態に対し立川談志の判断により、立川流一門共有前座という形で復帰。「談一」と改名する。同年7月には「千弗」に改名する。
2007年7月、立川キウイ、立川談大、立川平林、立川吉幸、立川談奈、立川らく里、立川志らべ、立川らく次と共に二ツ目昇進し「泉水亭 錦魚」に改名する。他の名前の候補に、二ツ目昇進ということで「二千弗」もあった。2011年11月に師匠の談志が死去したため2012年3月より立川龍志の預かり弟子となる。
2015年10月に立川志らら、立川左平次、立川志ら玉、立川らく朝と共に真打昇進。また、同時に「二代目立川小談志」を襲名。

## 芸歴
- 1999年5月 - 七代目立川談志に入門、前座名「談吉」。
- 2002年
  - 5月 - 破門。
  - 6月 - 復帰し、「談一」と改名。
  - 7月 - 「千弗」と改名。
- 2007年7月 - 二ツ目昇進、「泉水亭錦魚」と改名。
- 2011年11月 - 七代目立川談志死去。
- 2012年4月 - 立川龍志の預かり弟子となる。
- 2015年10月 - 真打昇進、「二代目立川小談志」を襲名。